# کهنه جلگه
کهنه جلگه، روستایی در دهستان کهنه جلگه بخش شیرین‌سو شهرستان مانه در استان خراسان شمالی ایران است. این روستا، مرکز دهستان کهنه جلگه است.

## جمعیت
بر پایه سرشماری عمومی نفوس و مسکن در سال ۱۳۹۵، جمعیت این روستا برابر با ۲٬۰۱۰ نفر (۴۶۷ خانوار) بوده‌است.